# Contea di Grundy (Missouri)
La contea di Grundy in inglese Grundy County è una contea dello Stato del Missouri, negli Stati Uniti. La popolazione al censimento del 2000 era di 10 432 abitanti. Il capoluogo di contea è Trenton